# Municipio de James Bayou
El municipio de James Bayou (en inglés: James Bayou Township) es un municipio ubicado en el condado de Mississippi en el estado estadounidense de Misuri. En el año 2010 tenía una población de 87 habitantes y una densidad poblacional de 0,61 personas por km².

## Geografía
El municipio de James Bayou se encuentra ubicado en las coordenadas 36°37′42″N 89°17′7″O / 36.62833, -89.28528. Según la Oficina del Censo de los Estados Unidos, el municipio tiene una superficie total de 142.97 km², de la cual 128,39 km² corresponden a tierra firme y (10,2 %) 14,58 km² es agua.

## Demografía
Según el censo de 2010, había 87 personas residiendo en el municipio de James Bayou. La densidad de población era de 0,61 hab./km². De los 87 habitantes, el municipio de James Bayou estaba compuesto por el 67,82 % blancos, el 3,45 % eran afroamericanos, el 17,24 % eran de otras razas y el 11,49 % eran de una mezcla de razas. Del total de la población el 25,29 % eran hispanos o latinos de cualquier raza.